# Eustegasta splendens
Eustegasta splendens är en kackerlacksart som beskrevs av Henri Saussure 1899. Eustegasta splendens ingår i släktet Eustegasta och familjen jättekackerlackor. Inga underarter finns listade i Catalogue of Life.